# 阿恰勒镇
阿恰勒镇（維吾爾語：ئاچال بازىرى，拉丁维文：Achal Baziri），是中华人民共和国新疆维吾尔自治区阿克苏地区柯坪县下辖的一个乡镇级行政单位。
2015年4月3日，新疆维吾尔自治区人民政府批复同意撤销阿恰勒乡建制，设立阿恰勒镇。

## 行政区划
阿恰勒镇下辖以下地区：
吐拉村、库木鲁克村、盖孜力克村、喀拉玛村、团结村、库勒村和其兰村。